# 佐藤孝二
佐藤 孝二（さとう こうじ、1900年（明治33年）1月17日 - 1972年（昭和47年）2月2日）は、日本の物理学者。専門は建築音響工学および騒音。また、実業家でもあり、補聴器メーカー・リオンを創始した。

## 略歴
1900年1月17日、大分県生まれ。1925年3月、東京帝国大学理学部物理学科卒業。1929年2月、同大学助教授。同年5月、理学博士。1941年8月、東京帝国大学教授。1948年12月、小林理学研究所理事長。1949年5月、学習院大学教授・理学部長。1960年4月、東京大学教授を停年退職、同大学名誉教授。1960年5月、リオン取締役会長。同年11月、東京都都市公害対策審議会委員。1970年11月、紫綬褒章を受章。1971年4月、勲二等瑞宝章受章。1972年2月2日、72歳で死去。従三位に叙せられた。
1951年5月から1957年まで、日本音響学会会長を務めた。